# Die Blaue Blume des Wandervogels
Die Blaue Blume des Wandervogels ist ein 1960 erschienenes Werk des Schriftstellers Werner Helwig, das den Untertitel „Vom Aufstieg, Glanz und Sinn einer Jugendbewegung“ trägt und in dem der Autor versucht, in Form eines fiktiven Symposions mit einer Kombination von geschichtlicher und erzählender Darstellung die Jugendbewegung bis zum Beginn der Auflösung ihrer Bünde durch den Nationalsozialismus darzustellen.

## Inhalt
Im ersten Teil einer imaginären Tafelrunde sind acht Freunde eingeladen, teils mit realem Namen aufgeführt (z. B. Gustav Wyneken), teils mit ihrem Fahrtennamen (vorgestellt mit der Anmerkung „Will nicht genannt sein“), die sich in 13 Kapiteln über den Ursprung des Wandervogels, über Karl Fischer, die Vielfalt und Ausbreitung der Bünde, die großen Zeiten des Zupfgeigenhansl, den Ersten Freideutschen Jugendtag auf dem Hohen Meißner, über Außenseiter und die Entstehung der Jugendherbergen erzählend und debattierend auseinandersetzen.
Mit dem 14. Kapitel über den Lebensreformer Friedrich Muck-Lamberty wird für den zweiten und dritten Teil des Buches die Runde um zwölf Personen erweitert. Hier kommen u. a. die Gebrüder Karl und Robert Oelbermann, der Grafiker Wilhelm Geißler, der Musikpädagoge Karl Seidelmann, Eberhard Koebel (Fahrtenname: tusk) sowie der Führer des Deutschen Pfadfinderbundes Walther Jansen zu Wort. Sie stellen die veränderte Lage nach dem Ersten Weltkrieg dar und befassen sich in einzelnen Kapiteln unter anderem mit den Themen Burgen und Bünde, Nerother Wandervogel, das Wesen der Pfadfinder, tusk und die dj.1.11 und stellen schließlich die Situation der Auflösung und Ausmerzung der Bünde dar.
Für die überarbeitete Neuausgabe wurde das Buch durch weitere Teile ergänzt. Aus einem früher fertiggestellten, 12 Kapitel umfassenden Ergänzungsmanuskript (Blaue Blume II) nahm der Herausgeber Walter Sauer, der auch das Nachwort verfasste und einen ca. 80 Fotos umfassenden Bildteil anfügte, vier größere Kapitel neu auf. Sie behandeln die Themenbereiche Musikanten/Spielmänner/Fahrende Sänger, Alfred Schmid und das Graue Corps sowie Bünde aus dem Bereich der Konservativen Revolution; ferner wurde das Kapitel „Hoher Meißner“ durch Ausführungen von Gustav Wyneken ergänzt.

## Erzähltechnik und Grundgedanke des Buches
Helwig erscheint selbst als Gesprächspartner im Buch unter seinem Fahrtennamen „Hussa“, den er als Nerother Wandervogel trug. Er verbirgt in dieser Rolle keineswegs seine Skepsis gegenüber manchen Hervorbringungen der Jugendbewegung. Es gibt Kapitel, die nicht als Gesprächsrunde dargestellt werden, sondern die als „Alleingang des Autors“ vermerkt sind, zum Beispiel der Abschnitt „Die zwanziger Jahre – Gärungen“. In einem anderen Kapitel lässt der Autor einen Neuling einen Gruppenabend bei „Hussa“ erleben und beschreibt sich auf diese Weise selbst als Gruppenleiter.
Helwig zeigt sich in diesem Buch eher als Zeuge, nicht als Historiker. Er behandelt nicht die Jugendbewegung, sondern dem Untertitel gemäß „Vom Aufstieg, Glanz und Sinn einer Jugendbewegung“ nur eine besondere. Die ist für ihn der Nerother Bund, dem er eine archetypische Bedeutung beimisst. Das Schicksal der Jugendbewegung interessiert ihn insoweit, wie diese im „Strahlungsbereich“ der Nerother liegt.
Der Autor unterscheidet in seinem Buch drei Phasen der Jugendbewegung. Seiner Meinung nach gab es in der Jugendbewegungsgeschichte eine archaische, eine klassische und eine hellenistische Phase. Zu der ersteren zählt er den Wandervogel, zur zweiten die Bündischen und für die dritte Phase, welche Helwig als die der Desperados bezeichnet, drei Persönlichkeiten, die mit ihren Bünden Bewegung erzeugten: tusk und die dj.1.11, teut und die Jungentrucht sowie Fred und das Graue Corps. Diese Abfolge findet ihren Sinn und ihre Erfüllung darin, dass sie an ihrer „Bewegheit“ festhält, die aber nur das Nerothertum rein durchgehalten habe.

## Rezeption und Kritik
Bei seinem Erscheinen fand das Buch verhältnismäßig große Beachtung (eine zweite Auflage erschien bereits nach einem halben Jahr), es „wurde sowohl begrüßt als auch heftigst umstritten wegen der literarischen Form, die der Autor selbst einmal eine ‚Romanze‘ nannte“. Die Ludwigsteiner Blätter schrieben 1960: „Helwigs Buch hat eine wahre Sturmflut von Rezensionen, Stellungnahmen, Briefen und Beschwerden ausgelöst. In unserem Burgarchiv schwollen die Aktenmappen an.“
Viele ehemalige Jugendbewegte erwarteten eine rein historische Darstellung, sahen ihrer Meinung nach Wichtiges nicht berücksichtigt und missverstanden die Intention des Autors. „Wenn man das Buch ausschließlich aus dem Blickwinkel eines Historikers betrachtet (Helwig nannte als Ziel aber „eine Darstellung der Jugendbewegung vom Erlebnis her“), haben wahrscheinlich die Kritiker recht. Werner Kindt faßte seine Rezension so zusammen: Helwig hat sein Buch gewiß nicht ohne Liebe und einfühlendes Verständnis abgefasst, wohl aber stellenweise ohne ausreichendes Wissen und die dem Gegenstande seiner Schilderung geziemende Behutsamkeit.“
Helwig selbst schrieb daraufhin einige „Nachbemerkungen“ zu seinem Buch, worin er in zehn Abschnitten auf einige Einwände aus den Kreisen der Jugendbewegung einging. Er erklärte dabei zum Beispiel, warum er nicht die Eros-These des „Wandervogel-Historiographen“ Hans Blüher ausführlicher behandelt hatte, aus welchen Gründen den Wandervogel-Mädchen und der Katholischen Jugendbewegung kein eigenes Kapitel gewidmet war, und erläuterte, was – im Zusammenhang mit der von ihm so genannten Epoche – unter „Hellenismus“ zu verstehen wäre.
Nach Armin Mohler hat Helwig mit diesem Buch „wohl das Zeugnis geschaffen, daß einem Nicht-dabei-Gewesenen am ehesten verständlich machen kann, was die Bündische Welt war“.
„Immerhin markiert Helwigs Buch schon den Übergang vom engagierten Bericht und stilisierten Selbstverständnis zur kritisch gefilterten Darstellung. […] seine Darstellung und Sammlung des vielschichtig verzeigten Materials [ist] einzigartig, seine Funktion unentbehrlich.“

## Ausgaben
- Die Blaue Blume des Wandervogels. Vom Aufstieg, Glanz und Sinn einer Jugendbewegung. S. Mohn, Gütersloh 1960.
- Die Blaue Blume des Wandervogels. Vom Aufstieg, Glanz und Sinn einer Jugendbewegung. Erweiterte Neuausgabe, herausgegeben und mit einem Nachwort von Walter Sauer, Südmarkverlag Fritsch, Heidenheim an d. Brenz 1980, ISBN 3-88258-053-4.
- Die Blaue Blume des Wandervogels. Vom Aufstieg, Glanz und Sinn einer Jugendbewegung. Überarbeitete Neuausgabe mit einem Bildanhang, Herausgeber: Walter Sauer. Deutscher Spurbuchverlag, Baunach 1998, ISBN 3-88778-208-9.